# Frørup Bjerge
Frørup Bjerge (dansk) eller Fröruper Berge (tysk) er et cirka 90 hektar stor fredet naturområde beliggende i Frørupskov sydøst for landsbyerne Oversø og Frørup og cirka ti kilometer syd for Flensborg i Sydslesvig. Området er overvejende morænelandskab, som blev dannet under sidste istid og primært består af skov, mose, sand og grus. 
I en del af arealet blev i første halvdel af 1900-tallet udvundet grus og sten. Grus fra Frørup blev blandt andet anvendt til bygning af Hindenburgdæmningen, der forbinder den nordfrisiske ø Sild med fastlandet. En del blev også brugt som led i kystsikring. Efter at have gravet grus i mange år, blev området omkring 1950 renatureret og beplantet med skov. På den måde blev arealet omdannet til rekreativt naturområde. I Frørup Bjerge findes i dag både udstrakte skovområder, moser og hedelandskaber. 
Frørup Skov er nævnt første gang 1604. Den i Frørup Bjerge beliggende mose- og kratområde Bushøj (Budschirmoor) er nævnt første gang 1748. Forleddet er muligvis afledt af jysk bus for vissent græs. Hjorthøj Mose (Jordhuimoor) er nævnt første gang 1806. Forleddet er dyrenavnet hjort.

## Eksterne links
- Grænseforeningen: Frørup Bjerge Arkiveret 12. juni 2018 hos  Wayback Machine
- Marsch und Förde: Fröruper Berge Arkiveret 21. marts 2007 hos  Wayback Machine